# Alpes Marítimos y prealpes de Niza

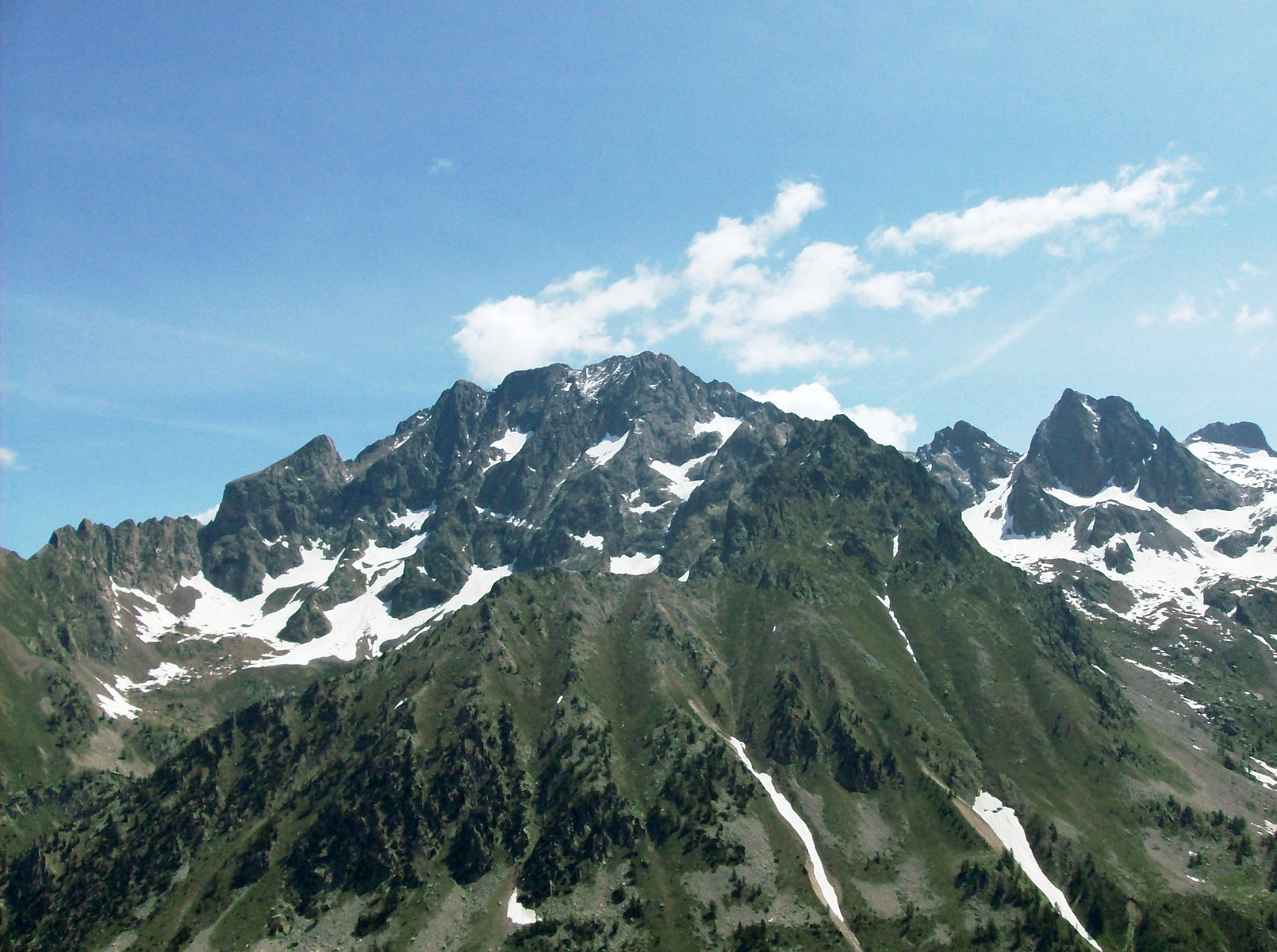
La vertiente occidental del macizo de Argentera visto desde el Lago Superior de Fremamorta.

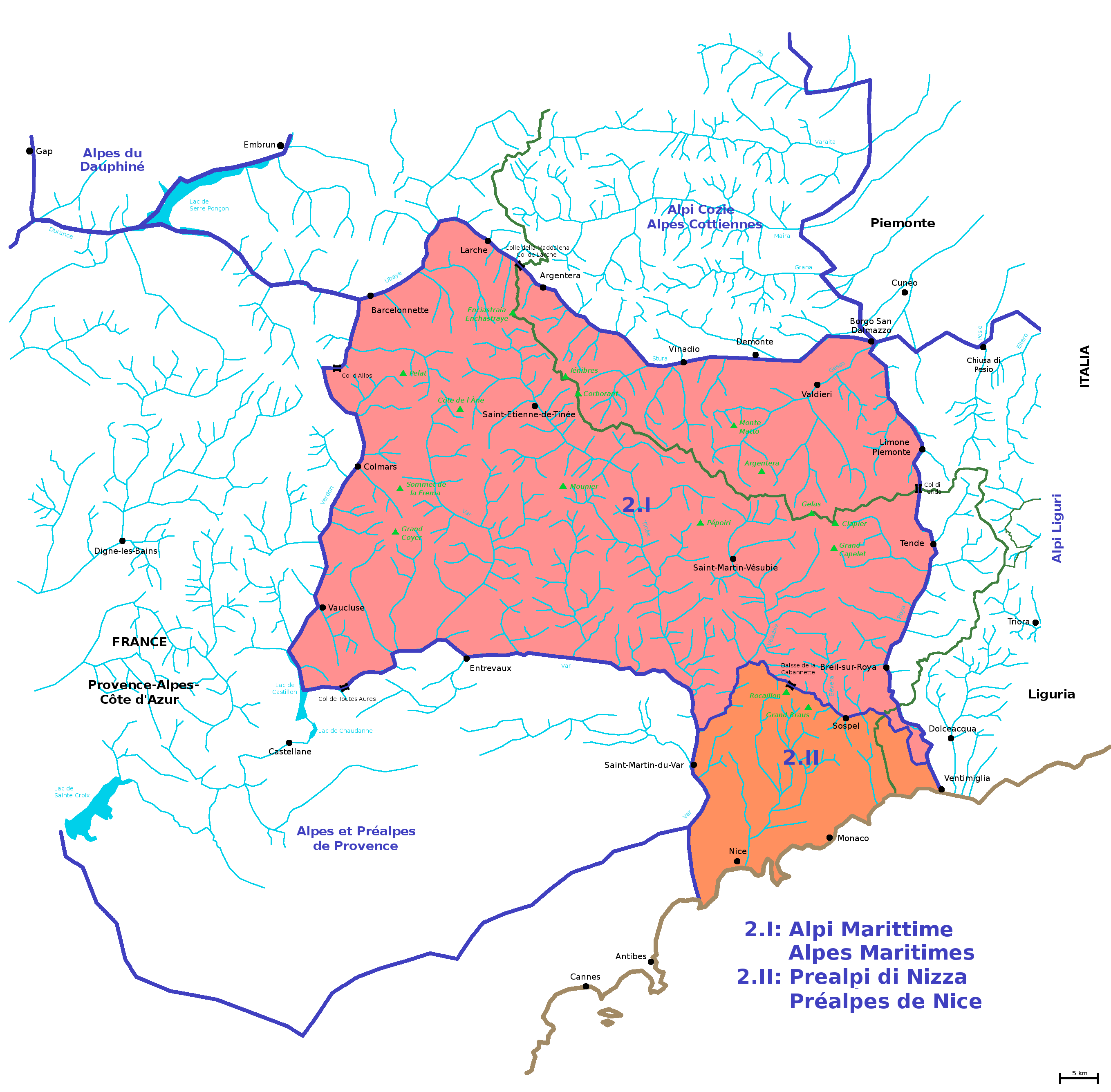
Mapa esquemático de la sección Alpes Marítimos y prealpes de Niza en la que se ponen en evidencia las dos subsecciones Alpes Marítimos (2.I) y Prealpes de Niza (2.II)

Los Alpes Marítimos y prealpes de Niza (en francés, Alpes-Maritimes et Préalpes de Nice; en italiano, Alpi Marittime e Prealpi di Nizza) son una sección del gran sector Alpes del sudoeste, según la clasificación SOIUSA. Su pico más alto es Monte Argentera, con 3.297 m s. n. m.

## Historia
Según la Partición de los Alpes del año 1926 los Alpes Marítimos formaban una sección alpina que comprendía también los Alpes Ligures. La SOIUSA ha independizado la sección de los Alpes Ligures y ha querido hacer más explícita la naturaleza prealpina de esta sección.
Así, la clasificación de la SOIUSA quedaría:
- Gran parte = Alpes occidentales
- Gran sector = Alpes del sudoeste
- Sección = Alpes Marítimos y prealpes de Niza
- Código = I/A-2

## Subdivisión
A su vez, se diferencian dos subsecciones y seis supergrupos:
- Alpes Marítimos: 
  - Cadena Gelàs-Grand Capelet
  - Cadena Argentera-Pépoiri-Matto
  - Cadena Corborant-Ténibre-Enciastraia
  - Cadena Côte de l'Ane-Mounier
  - Cadena Pelat-Frema-Grand Coyer
- Prealpes de Niza: 
  - Cadena Rocaillon-Grand Braus

## Límites
La sección de los Alpes Marítimos y Prealpes de Niza se delimita:
- al este, por los valles Vermenagna y Roia, que la separan de los Alpes Ligures
- al sur, por el valle del Var, que lo separa de los Alpes y prealpes de Provenza
- al oeste, por el valle del Verdon, que lo separa de los Alpes y prealpes de Provenza
- al norte, por los valles del Ubaye y de la Stura di Demonte, que la separan de los Alpes Cocios

En el interior, la línea divisoria entre las dos subsecciones pasa por los valles de los ríos Vesubia y Bevera, uniéndose a través del collado de la Baisse de la Cabannette.
Solamente los Alpes Marítimos se encuentran a lo largo de la cadena principal alpina; de hecho los Prealpes de Niza quedan separados al sur.